# Krstac (Budva)
Pour les articles homonymes, voir Krstac.
Krstac (en serbe cyrillique : Крстац) est un village du sud du Monténégro, dans la municipalité de Budva.

## Démographie

### Évolution historique de la population
| 1948 | 1953 | 1961 | 1971 | 1981 | 1991 | 2003 |
| ---- | ---- | ---- | ---- | ---- | ---- | ---- |
| 52   | 56   | 48   | 38   | 13   | 7    | 18   |